# Ся Най
Ся Най (кит. 夏鼐, пиньинь Xià Nài; 7 февраля 1910 — 19 июня 1985) — китайский археолог, профессор. Его называют пионером и архитектором китайской археологии, "старейшиной китайской археологии". Член Китайской АОН (1955). Член-корреспондент Британской академии (1974), иностранный член Национальной академии наук США (1984). 
Депутат ВСНП.

## Биография
Окончил истфак престижного университета Цинхуа (Пекин) по экономической истории (бакалавр, 1934).
В 1935—1939 годах учился в Университетском колледже Лондона. Проводил раскопки под началом Флиндерса Питри и Мортимера Уилера.
В 1940 году был в Каире.
Степень доктора философии по египтологии получил в 1946 году в Лондонском университете.
С 1950 года сотрудник Института археологии АН КНР, в 1962—1982 гг. его директор.
Состоял в Шведской королевской академии словесности (1983), а также в Германском археологическом институте.